# Max Richter
Max Richter (Hamelín, Alemanya, 22 de març de 1966) és un productor, pianista i compositor britànic, d'origen alemany, de música clàssica i minimalista.

## Biografia
Max Richter va cursar estudis de composició i piano a la Universitat d'Edimburg, a la Reial Acadèmia de Música, i, més tard, amb Luciano Berio a Florència.
Quan va completar els seus estudis, Max va cofundar Piano Circus, un iconoclasta conjunt de música clàssica en el qual va interpretar durant deu anys al costat de noms com Arvo Pärt, Brian Eno, Philip Glass, Julia Wolfe i Steve Reich.
A la fi de la dècada dels noranta, va treballar amb alguns artistes de música electrònica, entre els quals destaca el conjunt Future Sound of London en l'àlbum "Dead Cities". Més tard, Max Richter va col·laborar amb ells durant un període de dos anys, contribuint també en els àlbums The Isness i The Peppermint Tree and Seeds of Superconsciousness. Max també va col·laborar amb el guanyador del premi Mercury Roni Size en la seva obra In the Mode.
Al juny del 2002, va llançar el seu primer àlbum en solitari: "Memoryhouse", gravat amb l'Orquestra Filharmònica de la BBC. Aquest àlbum seria seguit més tard, al març del 2003, per The Blue Notebooks, publicat amb lectures de Titlla Swinton en el segell discogràfic FatCat.
El 2005, va produir l'impressionant àlbum de retorn a l'escena musical actual de Vashti Bunyan: Lookaftering. 
El 2006 va veure la llum l'àlbum Songs from Before, basat en els textos de Haruki Murakami, que van ser llegits per Robert Wyatt. El mateix any, Max va començar a treballar en From the Art of Mirrors, una banda sonora per a les inèdites pel·lícules en súper 8 de Derek Jarman.
Els treballs més recents de Max Richter continuen portant al límit les nocions del que és la música clàssica. 24 Postcards in Full Colour, llançat a l'agost del 2008, és un treball experimental en el qual compon 24 tons per a telèfon.
Max Richter ha treballat àmpliament per a bandes sonores, instal·lacions i teatres; més recentment, en el seu àlbum Infra, amb el coreògraf Wayne MacGregor i Julian Opie per al Ballet Real de Londres.
Richter va ser nomenat el 2008 Compositor Europeu de l'Any per les seves partitures per a Vals Im Bashir, pel·lícula d'animació d'Ari Folman per la qual també va ser proposat com a candidat al Premi de França de la Música.
Actualment es troba treballant en bandes sonores per a pel·lícules europees i nord-americanes, com My Trip to Al-Qaeda (del guardonat per l'acadèmia Alex Gibney), Womb (dirigida per Benedek Fliegauf) i Last Word (de David McKenzie). Ha actuat últimament en el Hebbel-Theater de Berlín, la Union Chapel de Londres i el Festival de Burgos (Espanya).
En 2014 Max Richters col·labora en la banda sonora de la sèrie Leftovers. És de destacar les variacions del seu extraordinari tema Vladimir's Blues de l'àlbum The blue notebooks

## Discografia per compte propi
Àlbums d'estudi
| Àlbum                                                 | Any  |
| ----------------------------------------------------- | ---- |
| Memoryhouse                                           | 2002 |
| The Blue Notebooks                                    | 2004 |
| Songs from Before                                     | 2006 |
| 24 Postcards in Full Colour                           | 2008 |
| Infra                                                 | 2010 |
| Recomposed by Max Richter: Vivaldi - The Four Seasons | 2012 |
| Sleep                                                 | 2015 |
| Three Worlds: Music from Woolf Works                  | 2017 |

## Música de cinema
| Pel·lícula                                              | Any  | Director                                           | Notes                                                                  |
| ------------------------------------------------------- | ---- | -------------------------------------------------- | ---------------------------------------------------------------------- |
| Gender Trouble                                          | 2003 | Roz Mortimer                                       |                                                                        |
| Geheime Geschichten                                     | 2003 | Christine Wiegand                                  |                                                                        |
| Soundproof                                              | 2006 | Edmund Coulthard                                   |                                                                        |
| Work                                                    | 2006 | Jim Hosking                                        |                                                                        |
| Butterfly                                               | 2007 | Tracey Gardiner                                    |                                                                        |
| Hope                                                    | 2007 | Stanislaw Mucha                                    |                                                                        |
| Frankie Howerd: Rather You Than Me                      | 2008 | John Alexander                                     |                                                                        |
| Henry May Long                                          | 2008 | Randy Sharp                                        |                                                                        |
| Vals Im Bashir                                          | 2008 | Ari Folman                                         | Won "Best Composer" at the 21st Annual European Awards                 |
| Lost and Found                                          | 2008 | Philip Hunt                                        |                                                                        |
| Penelope                                                | 2009 | Ben Ferris                                         |                                                                        |
| La vie sauvage des animaux domestiques (Die wilde Farm) | 2009 | Dominique Garing & Frédéric Goupil                 |                                                                        |
| The Front Line (La prima linea)                         | 2009 | Renato De Maria                                    |                                                                        |
| My Words, My Lies – My Love (Lila, Lila)                | 2009 | Alain Gsponer                                      |                                                                        |
| When We Leave (Die Fremde)                              | 2010 | Feo Aladağ                                         | Amb Stéphane Moucha                                                    |
| My Trip to Al-Qaeda                                     | 2010 | Alex Gibney                                        |                                                                        |
| Womb                                                    | 2010 | Benedek Fliegauf                                   |                                                                        |
| Sarah's Key (Elle s'appelait Sarah)                     | 2010 | Gilles Paquet-Brenner                              |                                                                        |
| The Gift                                                | 2010 | Andrew Griffin                                     | Amb Hildur Guðnadóttir                                                 |
| How to Die in Oregon                                    | 2010 | Peter D. Richardson                                |                                                                        |
| Perfect Sense                                           | 2011 | David Mackenzie                                    |                                                                        |
| Unforgivable                                            | 2011 | André Téchiné                                      |                                                                        |
| Nach der Stille                                         | 2011 | Stephanie Bürger, Jule Ott & Manal Abdallah        | With Sven Kaiser                                                       |
| Edwin Boyd: Citizen Gangster                            | 2011 | Nathan Morlando                                    |                                                                        |
| Jiro Dreams of Sushi                                    | 2011 | David Gelb                                         | Amb Jiro Ono                                                           |
| The Patience Stone/Syngue Sabour                        | 2012 | Atiq Rahimi                                        |                                                                        |
| Spanien                                                 | 2012 | Anja Salomonowitz                                  |                                                                        |
| Lore                                                    | 2012 | Cate Shortland                                     |                                                                        |
| La bicicleta verda                                      | 2012 | Haifaa al-Mansour                                  |                                                                        |
| Disconnect                                              | 2012 | Henry-Alex Rubin                                   |                                                                        |
| The Nun                                                 | 2013 | Guillaume Nicloux                                  |                                                                        |
| The Congress                                            | 2013 | Ari Folman                                         |                                                                        |
| The Lunchbox                                            | 2013 | Ritesh Batra                                       |                                                                        |
| The Last Days on Mars                                   | 2013 | Ruairí Robinson                                    |                                                                        |
| The Mark of the Angels – Miserere                       | 2013 | Sylvain White                                      |                                                                        |
| Prison Terminal: The Last Days of Private Jack Hall     | 2013 | Edgar Barens                                       |                                                                        |
| The Green Prince                                        | 2014 | Nadav Schirman                                     |                                                                        |
| 96 hours                                                | 2014 | Frédéric Schoendoerffer                            |                                                                        |
| Escobar: Paradise Lost                                  | 2014 | Andrea Di Stefano                                  |                                                                        |
| Testament of Youth                                      | 2014 | James Kent                                         |                                                                        |
| The Leftovers (TV series)                               | 2014 | Damon Lindelof, Tom Perrotta (executive producers) |                                                                        |
| Into the Forest                                         | 2015 | Patricia Rozema                                    |                                                                        |
| Morgan                                                  | 2016 | Luke Scott                                         |                                                                        |
| Black Mirror (TV series)                                | 2016 | Joe Wright                                         | Episodi "Nosedive"                                                     |
| Arrival                                                 | 2016 | Denis Villeneuve                                   | On the Nature of Daylight used as a theme. Score by Jóhann Jóhannsson. |
| Miss Sloane                                             | 2016 | John Madden                                        |                                                                        |
| Taboo (TV series)                                       | 2017 | Kristoffer Nyholm, Anders Engström                 |                                                                        |
| Hostiles                                                | 2017 | Scott Cooper                                       |                                                                        |